# MM!
MM! (яп. えむえむっ!, Ему Ему!) — серія ранобе Акінарі Мацуно, ілюстрована художником під псевдонімом QP:flapper яка розповідає про школяра-мазохіста Таро Садо. Серія так і не була закінчена через смерть Мацуно. Усього видавництвом Media Factory під лейблом MF Bunko J було випущено 12 томів (включаючи томи, нумеровані як 8.5 і 9.5). Серія ліцензована в Тайвані компанією Tong Li Publishing, і вийшла там під назвою «MM Yi Zu».
Манґа-адаптація сюжету від автора Іссея Хьоджю почала виходити в сейнен-журналі Monthly Comic Alive 26 липня 2008 року. також 24 березня 2010 року був випущений drama CD.
Аніме-серіал за сюжетом ранобе транслювався на телеканалах Японії зі 2 жовтня по 18 грудня 2010 року.

## Сюжет
Садо Таро був би звичайним старшокласником, коли би не був мазохістом. Його перше кохання — дівчина, яка насправді є переодягненим хлопцем — Тацукучі Хаяма, однокласник і до того ж найкращий друг Таро. Втім Таро не полишає надій стати нормальним, і для цього звертається до добровільного шкільного клубу, де йому мають допомогти. Але там він зустрічає Міо Ісуруґі — дівчину, через яку він і перетворився колись на збоченця.

## Персонажі
- Таро Садо (яп. 砂戸 太郎, Садо Таро:)

Сейю — Чіхіро Судзукі (drama CD), Джюн Фукуяма (аніме)
Головний герой. У середній школі зрозумів, що є мазохістом, після чого вирішив позбутися від своєї недуги. За характером він добрий і чесний підліток, який може нормально спілкуватися з дівчатами, але до того моменту, коли вони починають над ним знущатися. Під час побоїв і принижень він може вийти з-під контролю від задоволення. Також іноді використовує «пояс збоченця», який збільшує його силу в рази, перетворюючи його в супер-героя.
- Міо Ісуруґі (яп. 石動 美緒, Ісуруґі Міо)

Сейю — Ханадзава Кана (drama CD), Аяна Такетацу (аніме)
Глава шкільного клубу «Остання інстанція», в який вступив Таро, і та, до кого він звернувся з приводу лікування мазохізму. Вважає себе богинею, занадто самолюбна. Дуже запальна, обожнює солодке, до смерті боїться кішок. Намагається вилікувати недугу головного героя за допомогою заподіяння страшенного болю і мук, оскільки вважає, що у Таро «включиться» інстинкт самозбереження, і він більше не буде отримувати задоволення від знущань. Через деякий час закохується в нього, але всіляко намагається це приховувати.
- Арашіко Юно (яп. 結野 嵐子, Ю:но Арашіко)

Сейю — Юї Хоріе (drama CD), Саорі Хаямі (аніме)
Однокласниця Таро, яка також є членом клубу «Остання інстанція». Страждає андрофобією, тобто боїться присутності поблизу чоловіків. Це відбувається через те, що в середній школі колишній хлопець Юни спробував її зґвалтувати, у відповідь на що вона роздряпала йому обличчя. Казиться, коли до неї доторкаються чоловіки. Також, після деякого часу, вона закохується в Садо, але всіляко приховує це.
- Тацукічі Хаяма (яп. 葉山 辰吉, Хаяма Тацукіті)

Сейю — Сато Ріна (аніме)
Однокласник Таро і його близький друг. Красень, тому ще з дитинства, стараннями сусідської дівчинки, одягався в жіночий одяг. Ця звичка залишилася у нього і в юнацтві. Перевдягненим у дівчину вважає себе найкрасивішою дівчиною, чим дуже злить Міо. В одній із серій Таро закохується у його дівчачий вигляд.
- Мічіру Оніґавара (яп. 鬼瓦 みちる, Оніґавара Мічіру)

Сейю — Кувашіма Хоко (drama CD), Танака Ріе (аніме)
Шкільна медсестра і фанатка косплея. Обожнює фотографувати дівчат в гарному одязі і робить це за кожної нагоди. Особливо коли вони вдягають костюми які вона спеціально для них зшила. Вона у досить тісних стосунках із Міо і вона називає її сестричка Мічіру. Мічіру знає про почуття інших дівчат до Таро як і знаю про їхнє негласне змагання за нього.
- Шідзука Садо (яп. 砂戸 静香, Садо Шідзука)

Сейю — Асумі Кана (аніме)
Старша сестра Таро, яка любить його набагато більше, ніж варто було б близьким родичам. Постійно змагається з мамою за увагу з боку Таро. Низького зросту, через що її часто плутають із школяркою.
- Томоко Садо (яп. 砂戸 智子, Садо Томоко)

Сейю — Охара Саяка (аніме)
Мати Таро. Як і дочка, любить свого сина більше, ніж близького родича. Постійно змагається з дочкою за увагу Таро. Ненавидить всіх дівчат, з якими спілкується син, бо вважає їх суперницями.
- Юмі Мамія (яп. 間宮 由美, Мамія Юмі)

Сейю — Юко Ґібу (аніме)
Професійна масажистка. Володіє нестандартними техніками масажу на зразок «бойовий» і «для допитів». Давня подруга Арашіко. Має рожеве волосся (і сумнівну орієнтацію). Недолюблює Таро, але любить Тацукічі, хоча не знає, що той періодично переодягається в дівчачий одяг.
- Ноа Хіраґі (яп. 柊 ノア, Хі:раґі Ноа)

Сейю — Яхаґі Саюрі (аніме)
Зеленоволосая дівчина з IQ = 200, глава Клубу Винахідників школи, в якій навчається Таро. Після знайомства з юнаків закохується в нього.
- Юкіноджьо Хімура (яп. 日村 雪之丞, Хімура Юкіноджьо)

Сейю — Йонаґа Цубаса (аніме)
Асистент Ноа, завзятий «лоліконщик». Єдина причина його вступу до Клубу Винахідників — це любов до Ноа. Вперше з'являється в п'ятій серії серіалу. Він не цікавиться дівчатами свого віку а старших за нього називає «старими відьмами».
- Нанаха Садо (яп. 砂戸 七葉, Садо Нанаха)

Двоюрідна сестра Таро. Інколи заходить до Таро в гості, за що її недолюблюють Томоко та Шідзука.
- Менеджер Домьоджі (яп. 道明寺店長, Доомйооджі Тенчоо)

Сейю — Суґіта Томокадзу (аніме)
Менеджер магазину, в якому працює Таро. Домьоджі просто в захваті від 2D дівчат (до прикладу, надрукованих на постері), він називає їх своїми «дружинами». Постійно носить із собою подушку, на якій зображена одна з таких дівчат. В одній із серій на фестивалі звернувся в «Останню інстанцію» і просив її знайти.

## Новела

### Список томів ранобе
| №   | Назва           | Дата випуску      | Оригінальна дата публікації | ISBN                   |
| --- | --------------- | ----------------- | --------------------------- | ---------------------- |
| 1   | えむえむっ!     | 28 лютого 2007    | 23 лютого 2007              | ISBN 978-4-8401-1777-7 |
| 2   | えむえむっ! 2   | 30 травня 2007    | 25 травня 2007              | ISBN 978-4-8401-1856-9 |
| 3   | えむえむっ! 3   | 31 жовтня 2007    | 25 жовтня 2007              | ISBN 978-4-8401-2057-9 |
| 4   | えむえむっ! 4   | 29 лютого 2008    | 25 лютого 2008              | ISBN 978-4-8401-2145-3 |
| 5   | えむえむっ! 5   | 30 червня 2008    | 25 червня 2008              | ISBN 978-4-8401-2332-7 |
| 6   | えむえむっ! 6   | 31 жовтня 2008    | 24 жовтня 2008              | ISBN 978-4-8401-2452-2 |
| 7   | えむえむっ! 7   | 28 лютого 2009    | 25 лютого 2009              | ISBN 978-4-8401-2665-6 |
| 8   | えむえむっ! 8   | 31 липня 2009     | 24 липня 2009               | ISBN 978-4-8401-2842-1 |
| 8.5 | えむえむっ! 8.5 | 30 листопада 2009 | 25 листопада 2009           | ISBN 978-4-8401-3090-5 |
| 9   | えむえむっ! 9   | 31 березня 2010   | 25 березня 2010             | ISBN 978-4-8401-3248-0 |
| 9.5 | えむえむっ! 9.5 | 30 червня 2010    | 25 червня 2010              | ISBN 978-4-8401-3425-5 |
| 10  | えむえむっ! 10  | 30 вересня 2010   | 24 вересня 2010             | ISBN 978-4-8401-3510-8 |

## Манґа

### Список томів манґи
| № | Назва           | Оригінальна дата публікації | Дата випуску   | ISBN                   |
| - | --------------- | --------------------------- | -------------- | ---------------------- |
| 1 | えむえむっ! (1) | 2009年2月28日               | 2009年2月23日  | ISBN 978-4-8401-2532-1 |
| 2 | えむえむっ! (2) | 2009年8月31日               | 2009年8月22日  | ISBN 978-4-8401-2906-0 |
| 3 | えむえむっ! (3) | 2010年3月31日               | 2010年3月23日  | ISBN 978-4-8401-3301-2 |
| 4 | えむえむっ! (4) | 2010年9月30日               | 2010年9月22日  | ISBN 978-4-8401-3373-9 |
| 5 | えむえむっ! (5) | 2011年2月28日               | 2011年2月23日  | ISBN 978-4-8401-3757-7 |
| 6 | えむえむっ! (6) | 2011年11月30日              | 2011年11月22日 | ISBN 978-4-8401-4060-7 |
| 7 | えむえむっ! (7) | 2012年3月31日               | 2012年3月23日  | ISBN 978-4-8401-4437-7 |